# Мосягін Сергій Михайлович
Сергі́й Миха́йлович Мося́гін (нар. 29 грудня 1937, с. Білоріччя, Рязанська область, РРФСР — пом. 25 листопада 2011, м. Москва, Росія) — колишній радянський та російський футбольний тренер і функціонер. Заслужений тренер СРСР (1977). Заслужений тренер РРФСР (1979).

## Біографія
Народився у селі Білоріччя, Рязанської області. У футбол грати розпочав у юнацькій команді міста Подольськ у 1952 році, змагаючись у першості Московської області. Певний час виступ за дублюючий склад «Динамо» у турнірах КФК, після призиву до лав Радянської армії грав за клубну команду МВО (1956—1958), виступав за збірну Таманської дивізії.

Будучи студентом інститут фізичної культури представляв московський СКІФ у студентському чемпіонаті (1959—1962). Двічі отримував запрошення від колективів вищої ліги — у 1962 від московського «Динамо», а у 1963 — від «Нефтчі» (Баку). У обох випадках Мосягін відмовив, мотивуючи своє рішення тим, що має бажання довчитися і стати тренером. До того ж, розкритися як футболісту йому завадили травми колін.

У 1963 році розпочав тренерську діяльність, приєднавшись до тренерського штабу «Знамя Труда» (Орєхово-Зуєво). У 1967—1970 роках був старшим тренером юнацької збірної РРФСР, відповідав за команди «Юність Росії» та «Школярі Росії».

У 1971 році Сергій Мосягін вперше самостійно очолив команду. Цим клубом став іжевський «Зеніт», що під керівництвом Мосягіна навіть претендував на вихід до першої ліги. Однак, влітку 1973 року Сергій Михайлович залишив Іжевськ та обійняв посаду тренера Управління футболу Спорткомітета СРСР, а у 1974—1975 роках допомагав Валентину Ніколаєву у роботі з молодіжною збірною СРСР.

У вересні 1975 Мосягін очолив юнацьку та юніорську збірні СРСР, з якими досяг значних успіхів, ставши переможцем турніру УЄФА (аналог Чемпіонату Європи) 1976 року разом з юніорською збірною, завоювавши бронзові нагороди на цьому ж змаганні рік потому, та тріумфувавши на молодіжному Чемпіонаті світу 1977 року. Після таких відмінних результатів у роботі з молодим поколінням Сергій Михайлович отримав пропозицію увійти до тренерського штабу головної команди країни, де й пропрацював майже увесь 1979 рік.

У серпні 1979 сталася страшна трагедія — у авіакатастрофі загинув основний склад ташкентського «Пахтакора». Команду збирали, як то кажуть, «з миру по нитці» і Мосягін вирішив відгукнутися на пропозицію очолити цей клуб. Проте все ж, мабуть, відчував, що його покликання — робота з молоддю. Тож рік потому він знову став у керма юнацької збірної, яку тренував до 1985, за виключенням відлучення до національної збірної у 1983 році.

Після завершення циклу роботи з юнаками Сергій Михайлович став помічником Лобановського у першій збірній, яка зупинилася за кров від тріумфу на Чемпіонаті Європи 1988 року. А через два роки після цієї події Мосягін разом з Лобановським вирушив до Об'єднаних Арабських Еміратів, де допомагав Валерію Васильовичу у роботі з національною командою цієї країни та тренував олімпійську і юнацьку збірні ОАЕ.

Після повернення до Росії певний час працював начальником відділу збірних команд Росії РФС. Майже до останніх років життя тренував дитячі команди, проводив семінари.

Помер Сергій Михайлович Мосягін 25 листопада 2011 року.

## Досягнення
Тренерські здобутки
- Чемпіон Європи (U-18) (1976)
- Чемпіон світу (U-20) (1977)
- Бронзовий призер турніру УЄФА серед юніорів (1977)

Відзнаки та нагороди
- Заслужений тренер СРСР (1977)
- Заслужений тренер РРФСР (1979)
- Кавалер Ордену Дружби (1997)
- Заслужений працівник фізичної культури Росії (1998) [4]

## Цікаві факти
- Старший брат — Анатолій Мосягін — хокеїст (хокей з м'ячем), восьмиразовий чемпіон СРСР.
- За словами Вагіза Хідіятулліна, Мосягін на молодіжній першості світу 1977 року в Тунісі казав гравцям: «Штрафний майданчик бачите? Йдіть туди і копайте! Там ваші 300 доларів лежать» (розмір преміальних за перемогу у чемпіонаті світу).